# 巴塞卢什 (葡萄牙堂区)
巴塞卢什 (葡萄牙堂区)是葡萄牙布拉加区的一个堂区。总面积1.2平方公里，总人口5213人，人口密度4344.2人/平方公里。